# Mons (Alto Garona)
Mons es una comuna francesa situada en el departamento de Alto Garona, en la región de Occitania.

## Demografía
| 205 | 272 | 460 | 648 | 750 | 1085 | 1758 |
| Para los censos de 1962 a 1999 la población legal corresponde a la población sin duplicidades (Fuente: INSEE [Consultar]) |     |     |     |     |      |      |